# Meekopora bassleri
Meekopora bassleri är en mossdjursart som beskrevs av Foerste 1906. Meekopora bassleri ingår i släktet Meekopora och familjen Hexagonellidae. Inga underarter finns listade i Catalogue of Life.